# Zakrzyn-Kolonia
Zakrzyn-Kolonia est une localité polonaise de la gmina de Lisków, située dans le powiat de Kalisz en voïvodie de Grande-Pologne.